# Новые ворота (Нойбранденбург)
Новые ворота Нойбранденбурга (нем. Neues Tor) — восточные кирпичные городские ворота крепости Нойбранденбург, в стиле северогерманской готики. Самые молодые из всех ворот. Единственные ворота города без Передних ворот.
Главные ворота были построены во второй половине XV века и имеют высоту 19 метров, позже были добавлены Передние ворота и бастион. Основной причиной строительства ещё одних ворот, вероятнее всего, было стремление облегчить транспортные маршруты через город, идущие с запада на восток и наоборот. На сегодняшний день сохранились только Главные ворота. Передние ворота были снесены из-за обветшалости в 1852 году, а Зингель был разрушен в 1631 году — в год его постройки, из пушечных выстрелов, при взятии города войсками генерала Тилли в Тридцатилетней войне.
Также как и на Штаргардских воротах на Главных воротах имеются Адорантины, но на Новых воротах их 8 штук, когда на Штаргардских — 9.
Сегодня в здании Главных ворот зарегистрировано общество Фрица Ройтера. Здесь проводят разнообразные литературные мероприятия.

## Галерея
- Новые ворота, 2009 год
- 8 Адорантинов
- Архивное фото